# Melling (Gemeinde Wald am Schoberpaß)
Melling ist eine Ortschaft und eine Katastralgemeinde der Gemeinde Wald am Schoberpaß im Bezirk Leoben in Steiermark.

## Geografie
Die Streusiedlung nordöstlich von Wald besteht aus einem Gehöft und mehreren Wochenendhäusern.

## Siedlungsentwicklung
Zum Jahreswechsel 1979/1980 befanden sich in der Katastralgemeinde Melling insgesamt 37 Bauflächen mit 4.749 m² und 5 Gärten auf 313 m², 1989/1990 gab es 18 Bauflächen. 1999/2000 war die Zahl der Bauflächen auf 25 angewachsen und 2009/2010 bestanden 20 Gebäude auf 23 Bauflächen.

## Geschichte
Laut Adressbuch von Österreich waren im Jahr 1938 in Melling einige Landwirte ansässig.

## Bodennutzung
Die Katastralgemeinde ist land- und forstwirtschaftlich geprägt. 148 Hektar wurden zum Jahreswechsel 1979/1980 landwirtschaftlich genutzt und 477 Hektar waren forstwirtschaftlich geführte Waldflächen. 1999/2000 wurde auf 109 Hektar Landwirtschaft betrieben und 691 Hektar waren als forstwirtschaftlich genutzte Flächen ausgewiesen. Ende 2018 waren 102 Hektar als landwirtschaftliche Flächen genutzt und Forstwirtschaft wurde auf 682 Hektar betrieben. Die durchschnittliche Bodenklimazahl von Melling beträgt 16,2 (Stand 2010).